# SS Cufic (1888)
SS Cufic byl parník společnosti White Star Line vybudovaný roku 1888 v loděnicích Harland & Wolff v Belfastu. Byl postaven pro převoz dobytka, stejně jako jeho sesterská loď Runic. Nejprve plul na trase Liverpool - New York, poté byl pronajat do Španělska a roku 1896 přejmenován na Neustra Senora de Guadalupe. Od té doby převážel koně mezi Španělskem a Kubou. V roce 1898 byl vrácen White Star Line a přejmenován zpět na Cufic. V roce 1901 byl prodán společnosti Dominion Line a přejmenován na Manxman. Ve válce převážel jednotky a roku 1919 byl znovu prodán do New Yorku. 18. prosince 1919, když vezl pšenici z Portlandu na Gibraltar, ztroskotal. Všech 40 členů posádky zahynulo.